# M6+
 (août 2022).
M6+ est la plateforme de streaming du groupe M6. Lancée le 14 mai 2024, elle remplace 6play, créé le 4 novembre 2013 qui a remplacé M6 Replay créé le 19 mars 2008.
M6+ propose l’ensemble des programmes des principales chaînes du groupe ainsi que des programmes exclusifs.
À partir du 14 mai 2024, 6play devient M6+.

## Historique

### M6 Replay
Le 19 mars 2008, M6 lance un nouveau service de rattrapage télé appelé M6 Replay permettant aux internautes français (France métropolitaine uniquement) de visionner tous les programmes de la chaîne M6 (à l'exclusion des films) une heure après leur diffusion, gratuitement.
Depuis juillet 2009, des publicités sont présentes en début de ces vidéos et au cours de certaines émissions et séries.
Le 5 juillet 2012, Nicolas de Tavernost lance une nouvelle version de M6 Replay. Cette version permet à l'utilisateur de synchroniser son appareil avec la télévision via le son émis par cette dernière, de commenter le programme en direct ou de le partager avec la communauté sur les réseaux sociaux.

### 6play
En 2013, le Groupe M6 lance 6play. Le site et l'application permettent d'accéder au direct, aux programmes de rattrapage et de réagir aux programmes en direct via les réseaux sociaux.
Le 27 mars 2014, 6play lance quatre nouvelles chaînes numériques gratuites : Sixième Style, Comic, Crazy Kitchen et Stories.
Lors de la même année, 6play est le premier service de rattrapage télé chez les moins de 50 ans. Les chaînes Home Time et Bruce rejoignent la liste peu de temps après.
En juin 2016, 6play lance Refresh, un zapping décalé des chaînes du Groupe M6. En 2017, à la suite du rachat des radios françaises du RTL Group par M6, les radios RTL2 et Fun Radio rejoignent la plateforme, proposant le replay des émissions et un direct en vidéo.
En 2017, 6play enrichit son offre avec le lancement de son premier programme original Les Reines du make-up.
Entre 2019 et 2020, 6play lance 10 nouvelles productions originales et acquiert des programmes exclusifs sur sa plateforme.
En décembre 2020, 6play acquiert les droits du Cage Warriors, l'organisation européenne d'arts martiaux mixtes. La plateforme propose des combats gratuitement en France.
Entre 2020 et 2021, en collaboration avec Bedrock, 6play lance une nouvelle version de sa plateforme déployée progressivement en IPTV et en OTT.
En septembre 2021, 6play produit pour la première fois une fiction originale : la saison 2 d’Or Noir. En 2021, 6play lance également une offre cinéma proposant à la demande et gratuitement une vingtaine de longs-métrages et développe son offre de série en intégralité en proposant notamment un certain nombre de séries britanniques.
En 2022, le partenariat entre 6play et Vice Media Group vise à enrichir le catalogue de la plateforme et à rendre accessible gratuitement les programmes VICE.
En octobre 2022 est lancé 6play max (devenue M6+ max), un service payant considéré comme une version étendue de 6play.

### M6+
La plateforme M6+ est lancée le 14 mai 2024 avec 30 000 heures de programmes, le double de 6play et de son concurrent TF1+. Le groupe promet 300 films et 11 000 heures de séries Disney, CBC, Sony et Paramount. La nouvelle plateforme regroupera les offres de télévision et de radio du groupe avec des podcasts et autres programmes des radios RTL, RTL2 et Fun Radio. Le groupe souhaite proposer plus de contenu exclusif sur sa plateforme comme des émissions spéciales avec des célébrités d'internet ou encore un journal décalé réalisé en partenariat avec Le Gorafi. M6 a également annoncé des nouveautés techniques tels qu'un assistant IA pour trouver le programme qui vous correspond le mieux, avec une nouvelle interface reprenant celle de RTL+ en Allemagne.
M6 a annoncé investir 100 millions d'euros dans l'espoir de tripler les revenus du streaming d'ici 4 ans. La plateforme proposera un abonnement payant à l'instar de TF1+ qui permettra de visionner des programmes sans pubs,.

## Identité visuelle
Le logo actuel de M6+ est composé du logo de la chaîne M6 accompagné d'un plus.
Le 6 mars 2024, il a été annoncé qu'une nouvelle plateforme nommée M6+ remplacera 6play. Ce changement s'accompagne d'une nouvelle identité visuelle pour la plateforme.

Logo de M6 Replay du 23 novembre 2009 au 3 novembre 2013.
Logo de 6play entre le 4 novembre 2013 et 2020.
Logo de 6play de 2020 au 14 mai 2024.
Logo de M6+ depuis le 14 mai 2024
Logo de 6play max du 11 octobre 2022 au 14 mai 2024.
Logo de M6+ Max depuis le 14 mai 2024.

## Diffusion
En France métropolitaine, M6+ est diffusé sur son site et son application disponible sur différentes plateformes, et le service est par ailleurs disponible avec les offres TV des opérateurs, par leurs box et sur les différentes plateformes des opérateurs (comme MyCanal, Orange, Oqee, B.tv).
En dehors de l'hexagone, seules certains contenus en rediffusion sont disponibles.